# Walmart
Wal-Mart Stores, Inc., ali samo Walmart je velika ameriška trgovska veriga, ki jo je ustanovil Sam Walton leta 1962. Sedež podjetja je v Bentonvillu, v ameriški zvezni državi Arkansas. Veriga ima v lasti več kot 11 000 trgovin v 28 državah po svetu. V ZDA in Kanadi posluje pod znamko "Walmart" v Mehiki kot Walmart de México y Centroamérica, v Veliki Britaniji kot Asda, na Japonskem kot Seiyu, v Indiji pa kot Best Price.
Walmart je z 2,2 milijona delavci največji komercialni zaposlovalec na svetu. 
Podjetje je v lasti družine Walton.